# Paronychia fusciflora
Paronychia fusciflora är en nejlikväxtart som beskrevs av Mohammad Nazeer Chaudhri. Paronychia fusciflora ingår i släktet prasselörter, och familjen nejlikväxter. Inga underarter finns listade i Catalogue of Life.